# 2021年叙利亚总统选举
2021年叙利亚总统选举（阿拉伯語：الانتخابات الرئاسية السورية 2021）于2021年5月26日在阿拉伯叙利亚共和国举行，其海外选民已于5月20日在一些叙利亚的驻外使领馆内进行了投票。
2021年7月17日，阿萨德宣誓就任总统，并展开他的第四任期（2021年至2028年）。惟于2024年12月8日，因叙利亚反对派入侵大马士革，也使阿萨德一家潜逃至俄罗斯莫斯科居住，故未完成他的第四个任期。

## 选举背景
根据2012年通过的《叙利亚宪法》规定，“选民应是已满十八周岁并符合《选举法》规定条件的公民”。同时又强调了《选举法》应该包含以下规定：
1. 选民自由选择代表的权利以及选举程序的安全性和完整性；
2. 候选人监督选举过程的权利；
3. 惩处滥用选民意愿的人。

叙利亚人民议会议长汉穆达·萨巴格（叙利亚阿拉伯复兴社会党）宣布，从4月19日开始进行总统选举候选人的报名。萨巴格在人民议会第二届特别大会第一次会议上的发言中，呼吁那些希望竞选总统的人可以在10天内向最高宪法法院提交报名资料，报名截至于4月28日。
参加本届总统选举的三位候选人分别是阿拉伯复兴社会党－叙利亚地区的巴沙尔·阿萨德、民主阿拉伯社会主义联盟的马哈穆德·艾哈迈德·马雷伊和社会主义统一分子党的阿卜杜拉·萨卢姆·阿卜杜拉。

## 选举结果
| 候选人                   | 候选人             | 政党                   | 得票       | %     |
| ------------------------ | ------------------ | ---------------------- | ---------- | ----- |
|                          | 巴沙尔·阿萨德      | 叙利亚阿拉伯复兴社会党 | 13,540,860 | 95.19 |
|                          | 马哈穆德·马雷伊    | 民主阿拉伯社会主义联盟 | 470,276    | 3.31  |
|                          | 萨卢姆·阿卜杜拉    | 社会主义统一分子党     | 213,968    | 1.50  |
| 无效票／空白票           | 无效票／空白票     | 无效票／空白票         | 14,036     | –     |
| 总计                     | 总计               | 总计                   | 14,239,140 | 100   |
| 已登记选民／投票率       | 已登记选民／投票率 | 已登记选民／投票率     | 18,107,109 | 78.64 |
| 来源：阿拉伯叙利亚通讯社 |                    |                        |            |       |